# Gerhard von Rad
Gerhard von Rad (Nürnberg, 1901. október 21. – Heidelberg, 1971. október 31.) német evangélikus teológus, lelkész.
Gerhard von Rad a második világháború utáni német biblikus teológia egyik legjelentősebb személye, Ószövetség-kutató.
1929-ben doktorált Lipcsében Albrecht Altnál Isten népe Mózes ötödik könyvében című disszertációjával. 1930-1934-ig Lipcsében magántanár, 1934-től Jénában, 1945-től Göttingenben, míg 1949-től 1967-ig Heidelbergben az Ószövetség rendes tanára.
Fő művében, a kétkötetes Ószövetség teológiájában (1957-1960) Rad a történelmi valóságot állítja középpontba. Az első kötetben Izrael történeti hagyományát, vagyis a történeti könyveket, a második kötetben Izrael prófétai hagyományának teológiáját vizsgálja.

## Művei
- Das erste Buch Mose : Genesis. – Göttingen : Vandenhoeck & Ruprecht, 1981
- Das fünfte Buch Mose : Deuteronomium, Göttingen : Vandenhoeck & Ruprecht, 2. Aufl. 1968
- Der heilige Krieg im alten Israel, Göttingen : Vandenhoeck & Ruprecht, 2. Aufl. 1952
- Gottes Wirken in Israel : Vorträge zum Alten Testament, Neukirchen-Vluyn : Neukirchener Verl., 1974. ISBN 3-7887-0404-7
- Theologie des Alten Testaments, Band 1: Die Theologie der geschichtlichen Überlieferung Israels, München 9. Aufl. 1987. ISBN 3-459-01673-6
- Theologie des Alten Testaments, Band 2: Die Theologie der prophetischen Überlieferung Israels, München 9. Aufl. 1987. ISBN 3-459-01674-4
- Weisheit in Israel, Neukirchen-Vluyn : Neukirchener Verlag, 1970. ISBN 3-7887-0012-2

### Magyarul
- Rudolph Bultmann–Gerhard von Rad–Leonhard Goppelt: Tipológia és apokaliptika; ford. Bernáth Gyöngyvér, Novák György, Mártonffy Marcell; Hermeneutikai Kutatóközpont, Budapest, 1996 (Hermeneutikai füzetek)
- Az Ószövetség teológiája, 1-2.; Osiris, Budapest, 2000–2001 (Osiris tankönyvek)
  - 1. Izrael történeti hagyományainak teológiája; ford. Görföl Tibor; 2000
  - 2. Izráel prófétai hagyományainak teológiája; ford. Bendl Júlia, Mády Katalin, Szita Szilvia; 2001